# Fatih Akin
Pour les articles homonymes, voir Akın.
Fatih Akin (en turc : Fatih Akın) est un réalisateur, scénariste, producteur et acteur allemand, né le 25 août 1973 à Hambourg, dans une famille d'immigrés turcs.
Il a notamment réalisé les films Head-On, récompensé par l'Ours d'or en 2004, De l'autre côté, qui a obtenu le prix du scénario au Festival de Cannes 2007 et la comédie Soul Kitchen, qui a remporté le Grand prix à la Mostra de Venise 2009.

## Biographie

### Famille et jeunesse
Les parents de Fatih Akin sont des immigrés turcs, originaires de la région de Trabzon, qui se sont installés en Allemagne au milieu des années 1960. Son père arrive en 1965 et travaille dans une entreprise d'alcooliques anonymes. Sa mère, institutrice en Turquie, le suit trois ans plus tard. Elle travaille d'abord comme femme de ménage, avant de repasser un concours d'institutrice en Allemagne pour travailler dans une école primaire.
Fatih Akin grandit dans un quartier multiculturel d'Altona, à Hambourg. Il a un frère, Cem Akin, de trois ans son aîné, à qui il confie souvent des rôles dans ses films (notamment celui du frère de Sibel dans Head-On).
Son intérêt précoce pour le cinéma est entre autres éveillé par le projecteur Super 8 de son cousin, avec lequel ils passent notamment une bobine de quinze minutes de La Fureur de vaincre avec Bruce Lee. Il dit avoir été durablement impressionné par le visionnage de cette pellicule, et son rembobinage à l'envers, qu'il finissait par connaître par cœur,. À l'école, Fatih Akin joue dans des pièces de théâtre, tourne des petits essais avec la caméra du club du lycée et commence à écrire des nouvelles et des scénarios.

### Carrière cinématographique
Fin 1993, alors qu'il effectue sa dernière année de lycée, Fatih Akin envoie le scénario de L'Engrenage à la société de production hambourgeoise Wüste Film. À l'époque, il se croit trop jeune pour la réalisation et pense plutôt devenir acteur. Il compte y parvenir en écrivant un scénario et en jouant le premier rôle, un peu comme l'avait fait Sylvester Stallone avec le film Rocky.
Les producteurs sont intéressés par le scénario et l'enthousiasme du lycéen. Ils lui conseillent de présenter sa candidature à l'école des beaux-arts de Hambourg, la Hochschule für bildende Künste, qui lui apportera une formation théorique sur le cinéma. En parallèle, la société de production projette de lui permettre de réaliser un premier court-métrage, et il obtient aussi divers petits emplois sur des tournages, ainsi que des petits rôles dans des productions télévisées.
Ses deux premiers courts métrages, Sensin - du bist es! (1995) et Getürkt (1996), dans lesquels il joue aussi le premier rôle, sont couronnés par quatre récompenses.
En 1998, il achève son premier long métrage, L'Engrenage (Kurz und schmerzlos), qui est positivement remarqué en Allemagne, et remporte des prix dans divers petits festivals européens.
En 2000 sort son second long métrage, le road-movie européen Julie en juillet (Im Juli), avec Moritz Bleibtreu dans le rôle principal.
L'immigration est un thème cher à Fatih Akin, qu'il traite dans ses films suivants. Dans le cadre d'une série documentaire sur l'Allemagne, Denk ich an Deutschland, il tourne un documentaire autobiographique intitulé Wir haben vergessen zurückzukehren (2001).

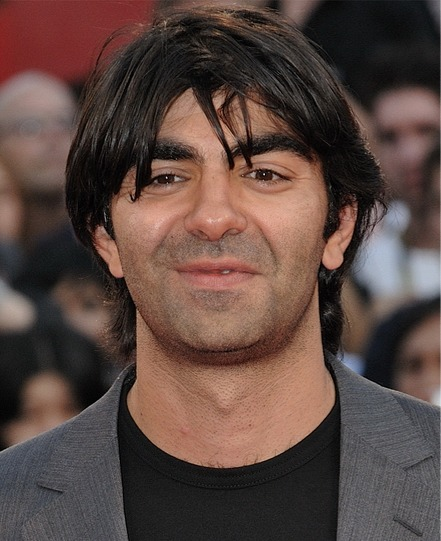
Fatih Akin à la Mostra de Venise 2009.

Il réalise Solino (2002), l'histoire de deux frères italiens immigrés avec leurs parents en Allemagne. Il coécrit le scénario de Kebab Connection (2005).
En 2004, il accède à la reconnaissance internationale avec le film Head-On qui remporte l'Ours d'or au Festival de Berlin.
En 2005, il réalise un documentaire sur la musique en Turquie, Crossing the Bridge - The Sound of Istanbul présenté hors compétition au Festival de Cannes où il est également membre du jury sous la présidence d'Emir Kusturica.
En 2007, il remporte le prix du scénario au Festival de Cannes pour le film De l'autre côté.
En 2009, il remporte le Grand prix à la Mostra de Venise 2009 avec la comédie Soul Kitchen.
Fatih Akin considère les films Head-On et De l'autre côté comme faisant partie d'une trilogie sur l'amour, la mort et le mal. Il achève cette trilogie avec le film The Cut, sorti fin 2014.
En 2016, il réalise le film Tschick, d'après le roman Goodbye Berlin de Wolfgang Herrndorf.
En mai 2025, son film Une enfance allemande Île d'Amrum, 1945 (Amrum) est sélectionné dans la section Cannes Première (hors compétition) au Festival de Cannes.
En tant qu'acteur, Akin a joué le rôle de Dollman dans le jeu vidéo Death Stranding 2: On the Beach d'Hideo Kojima, sorti en juin 2025.

### Vie privée
Fatih Akin est marié, depuis 2004, avec Monique Obermüller, qu'il a rencontrée dans les années 1990 et qui a fait quelques apparitions dans ses films. Elle s'est occupée aussi du casting des films Soul Kitchen et De l'autre côté. Ils ont deux enfants dont un fils né en 2005.

## Filmographie

### Réalisateur

#### Longs métrages
- 1998 : L'Engrenage (Kurz und schmerzlos)
- 2000 : Julie en juillet (Im Juli)
- 2001 : Denk ich an Deutschland - Wir haben vergessen zurückzukehren (documentaire)
- 2002 : Solino
- 2004 : Head-On (Gegen die Wand)
- 2005 : Crossing the Bridge - The Sound of Istanbul (documentaire)
- 2007 : De l'autre côté (Auf der anderen Seite)
- 2009 : Soul Kitchen
- 2012 : Polluting Paradise (Müll im Garten Eden) (documentaire)
- 2014 : The Cut
- 2016 : Tschick
- 2017 : In the Fade (Aus dem Nichts)
- 2019 : Golden Glove (Der Goldene Handschuh)
- 2022 : Rheingold
- 2025 : Une enfance allemande : Île d'Amrum, 1945 (Amrum)

#### Courts métrages
- 1995 : Sensin - Du bist es!
- 1996 : Getürkt
- 2004 : Visions of Europe - segment Die alten bösen Lieder
- 2008 : New York, I Love You - segment Chinatown
- 2009 : Fragments d'Allemagne (Deutschland 09) - segment Der Name Murat Kurnaz

### Scénariste
- 2005 : Kebab Connection

## Distinctions

### Récompenses principales
- Festival de Locarno 1998 : Léopard de bronze pour L'Engrenage
- Prix Adolf-Grimme pour L'Engrenage
- Prix du film bavarois pour L'Engrenage
- Berlinale 2004 : Ours d'or pour Head-On
- Festival de Cannes 2007 : prix du scénario pour De l'autre côté
- Mostra de Venise 2009 : Grand prix du jury pour Soul Kitchen

### Autres distinctions
- Chevalier de l'ordre du Mérite de la République fédérale d'Allemagne (2010)[7]
- Étoile sur le boulevard des stars à Berlin